# Верхний девон
| система                                                                          | система | отдел        | ярус         | Ниж. граница, млн лет |        |
| -------------------------------------------------------------------------------- | ------- | ------------ | ------------ | --------------------- | ------ |
| Карбон                                                                           | Мис.    | Нижний       | Турнейский   | 358,86 ±0,19          |        |
| Девон                                                                            | Девон   | Верхний      | Фаменский    | 372,15 ±0,46          |        |
| Девон                                                                            | Девон   | Верхний      | Франский     | 382,31 ±1,36          |        |
| Девон                                                                            | Девон   | Средний      | Живетский    | 387,95 ±1,04          |        |
| Девон                                                                            | Девон   | Средний      | Эйфельский   | 393,47 ±0,99          |        |
| Девон                                                                            | Девон   | Нижний       | Эмсский      | 410,62 ±1,95          |        |
| Девон                                                                            | Девон   | Нижний       | Пражский     | 413,02 ±1,91          |        |
| Девон                                                                            | Девон   | Нижний       | Лохковский   | 419,62 ±1,36          |        |
| Силур                                                                            | Силур   | Пржидольский | Пржидольский | больше                | больше |
| Деление и золотые гвозди в соответствии с IUGS по состоянию на декабрь 2024 года |         |              |              |                       |        |

Верхний девон — первый отдел девонской системы. Объединяет породы, отложившиеся в течение позднедевонской эпохи, начавшейся 382,31 ±1,36 млн лет назад и закончившейся 358,86 ±0,19 млн лет назад.

## Геохронология
Типовой разрез, определяющий начало верхнего девона, расположен около города Кувен в Бельгии.
Первым веком верхнего девона является франский век, начавшийся 382,31 ±1,36 млн лет назад и закончившийся 372,15 ±0,46 млн лет назад. В это время на планете появились первые леса.
Следом за франским веком шёл фаменский век, окончившийся 358,86 ±0,19 млн лет назад. Начало и конец этого века ознаменовались массовыми вымираниями. Во время фаменского века возникли первые четвероногие.

## Палеобиота
Типичными представителями фауны верхнего девона являются брахиоподы рода Cyrtospirifer.